# Форествілл (Меріленд)
Форествілл (англ. Forestville) — переписна місцевість (CDP) в США, в окрузі Графство принца Георга штату Меріленд. Населення — 12 831 особа (2020).

## Географія
Форествілл розташований за координатами 38°51′6″ пн. ш. 76°52′15″ зх. д. / 38.85167° пн. ш. 76.87083° зх. д. (38.851696, -76.870807).  За даними Бюро перепису населення США в 2010 році переписна місцевість мала площу 10,15 км², уся площа — суходіл.

## Демографія
Згідно з переписом 2010 року, у переписній місцевості мешкали 12 353 особи в 4532 домогосподарствах у складі 3083 родин. Густота населення становила 1217 осіб/км².  Було 4878 помешкань (480/км²).
Расовий склад населення:
| - 87,9 % — чорних або афроамериканців - 5,9 % — білих - 0,7 % — азіатів - 0,4 % — корінних американців - 2,8 % — осіб інших рас |

До двох чи більше рас належало 2,2 %. Частка іспаномовних становила 5,7 % від усіх жителів.
За віковим діапазоном населення розподілялося таким чином: 25,0 % — особи молодші 18 років, 65,4 % — особи у віці 18—64 років, 9,6 % — особи у віці 65 років та старші. Медіана віку мешканця становила 37,2 року. На 100 осіб жіночої статі у переписній місцевості припадало 83,7 чоловіків;  на 100 жінок у віці від 18 років та старших — 78,9 чоловіків також старших 18 років.
Середній дохід на одне домашнє господарство  становив 77 335 доларів США (медіана — 68 333), а середній дохід на одну сім'ю — 86 628 доларів (медіана — 82 092). Медіана доходів становила 46 116 доларів для чоловіків та 49 591 долар для жінок. За межею бідності перебувало 11,5 % осіб, у тому числі 18,2 % дітей у віці до 18 років та 8,1 % осіб у віці 65 років та старших.
Цивільне працевлаштоване населення становило 5931 осіб. Основні галузі зайнятості: освіта, охорона здоров'я та соціальна допомога — 20,7 %, публічна адміністрація — 18,1 %, роздрібна торгівля — 15,9 %.